# James Rossiter
James Rossiter (ur. 25 sierpnia 1983 w Oksfordzie) – brytyjski kierowca wyścigowy.

## Kariera

### Formuła Renault
Rossiter karierę rozpoczynał w wieku 14 lat, od kartingu. Po sześciu latach jeżdżenia na kartach, w 2001 roku zadebiutował w Formule Audi Palmer. W tym samym roku uczestniczył również w kilku rundach Brytyjskiej Formuły Renault. W latach 2002–2003 kontynuował starty w tej serii. Najlepszy okazał się ostatni sezon, kiedy to został sklasyfikowany na 3. miejscu, za takimi gwiazdami, jak Lewis Hamilton i Alex Lloyd.

### Formuła 3
Po obiecujących wynikach dostał szansę testów w ekipie startującej w Brytyjskiej Formule 3. Dobre wyniki w jego wykonaniu zaowocowały podpisaniem kontraktu, z francuską stajnią Signature-Plus. W ciągu sezonu dwanaście razy stanął na podium, z czego trzykrotnie na najwyższym stopniu, zajmując ostatecznie 3. pozycję w klasyfikacji generalnej.
Rok później awansował z francuskim zespołem do Formuły 3 Euroseries, gdzie jeździł razem z Francuzem Loïciem Duvalem. Ostatecznie z dorobkiem trzech wizyt na podium (w tym jedno zwycięstwo, na torze Hockenheimring), zmagania zakończył na 7. miejscu.

### Formuła Renault 3.5
W roku 2007 podpisał kontrakt z ekipą Pons Racing, na starty w Formule Renault 3.5. Uzyskane punkty pozwoliły mu na zajęcie 13. lokaty w końcowej klasyfikacji.

### Formuła 1
W latach 2005–2006 pełnił funkcję kierowcy testowego japońskiej stajni F1 – Honda (w 2005 roku BAR-Honda). W sezonie 2007 był testerem ekipy Super Aguri, będącej drugorzędną ekipą japońskiego giganta. Rok 2008 był ostatnim, w którym James był związany kontraktem ze stajnią Formuły 1. Wówczas powrócił do testerstwa w zespole Hondy.

### American Le Mans Series
W sezonie 2008 Rossiter wystąpił w trzech wyścigach Amerykańskiej serii Le Mans, w zespole Michael Andretti. Wygrawszy jeden z nich, ostatecznie rywalizację ukończył na 22. miejscu (w klasie LMP2 był czternasty).

## Statystyki
| Sezon | Seria                                                    | Zespół                      | Wyścigi          | PP               | Zwycięstwa       | Punkty           | Pozycja          |
| ----- | -------------------------------------------------------- | --------------------------- | ---------------- | ---------------- | ---------------- | ---------------- | ---------------- |
| 2002  | Brytyjska Formuła Renault                                | Fortec Motorsport           | 11               | 0                | 0                | 0                | 13               |
| 2003  | Brytyjska Formuła Renault                                | Fortec Motorsport           | 16               | 1                | 1                | 347              | 3                |
| 2004  | Brytyjska Formuła Renault                                | Fortec Motorsport           | 24               | 4                | 3                | 228              | 3                |
| 2005  | Formuła 3 Euroseries                                     | Signature-Plus              | 20               | 0                | 1                | 51               | 7                |
| 2005  | Formuła 1                                                | BAR                         | kierowca testowy | kierowca testowy | kierowca testowy | kierowca testowy | kierowca testowy |
| 2006  | World Series by Renault                                  | Pons Racing                 | 17               | 0                | 0                | 33               | 14               |
| 2006  | Formuła 1                                                | Honda                       | kierowca testowy | kierowca testowy | kierowca testowy | kierowca testowy | kierowca testowy |
| 2007  | Formuła 1                                                | Super Aguri                 | kierowca testowy | kierowca testowy | kierowca testowy | kierowca testowy | kierowca testowy |
| 2008  | Formuła 1                                                | Honda                       | kierowca testowy | kierowca testowy | kierowca testowy | kierowca testowy | kierowca testowy |
| 2008  | American Le Mans Series                                  | Andretti Green Racing       | 3                | 0                | 1                | 39               | 22               |
| 2011  | Le Mans Series                                           | Lotus Jetalliance (GTE Pro) | 1                | 0                | 0                | 0                | 51               |
| 2011  | 24h Le Mans                                              | Lotus Jetalliance (GTE Pro) | 1                | 0                | 0                | N/A              | 22               |
| 2012  | Formuła 1                                                | Force India                 | kierowca testowy | kierowca testowy | kierowca testowy | kierowca testowy | kierowca testowy |
| 2012  | FIA World Endurance Championship                         | Lotus                       | 4                | 0                | 0                | 4,5              | 44               |
| 2012  | FIA World Endurance Championship – LMP2                  | Lotus                       | 6                | 0                | 0                |                  | NS               |
| 2013  | Formuła 1                                                | Force India                 | kierowca testowy | kierowca testowy | kierowca testowy | kierowca testowy | kierowca testowy |
| 2013  | Super GT Japan - GT500                                   | Lexus Team Petronas Tom’s   | 8                | 0                | 2                | 60               | 3                |
| 2013  | Super GT Japan - GT500 - Fuji Sprint Cup                 | Lexus Team Petronas Tom’s   | 1                | 0                | 0                | 21               | 3                |
| 2013  | FIA World Endurance Championship Trophy for LMP2 Drivers | Lotus                       | 4                | 0                | 0                | 8                | 25               |
| 2013  | FIA World Endurance Championship                         | Lotus                       |                  |                  |                  | 0,75             | 39               |
| 2013  | 24h Le Mans - LMP2                                       | Lotus                       | 1                | 0                | 0                | N/A              | NS               |
| 2013  | Japanese Championship SUPER FORMULA                      | Petronas Team Tom’s         | 3                | 0                | 0                | 2,5              | 16               |
| 2014  | Super GT Japan - GT500                                   | Lexus Team Petronas Tom’s   | 8                | 0                | 2                | 68               | 3                |
| 2014  | Japanese Championship Super Formula                      | Kondo Racing                | 9                | 0                | 0                | 22               | 6                |
| 2014  | FIA World Endurance Championship                         | Lotus                       |                  |                  |                  | 0,5              | 25               |
| 2014  | FIA World Endurance Championship - LMP1                  | Lotus                       | 2                | 0                | 0                | 0                | NS               |
| 2014  | FIA World Endurance Trophy for LMP1 Private Team Drivers | Lotus                       |                  |                  |                  | 18               | 4                |

## Wyniki w Formule Renault 3.5
| Legenda oznaczeń w tabelach wyników Wyświetl szablon na nowej stronie | Legenda oznaczeń w tabelach wyników Wyświetl szablon na nowej stronie                                                                     |
| Oznaczenie                                                            | Wyjaśnienie |
| --------------------------------------------------------------------- | --- |
| Złoty                                                                 | Zwycięzca lub mistrzostwo |
| Srebrny                                                               | 2. miejsce lub wicemistrzostwo |
| Brązowy                                                               | 3. miejsce lub II wicemistrzostwo |
| Zielony                                                               | Ukończył, punktował (w klasyfikacji generalnej, gdy zdobył co najmniej jeden punkt na przestrzeni sezonu, poza trzema powyższymi opcjami) |
| Niebieski                                                             | Ukończył, nie punktował (w klasyfikacji generalnej, gdy nie zdobył co najmniej jednego punktu na przestrzeni sezonu)                      |
| Czerwony                                                              | Nie zakwalifikował się (NZ) |
| Czerwony                                                              | Nie prekwalifikował się (NPK) |
| Różowy                                                                | Nie ukończył (NU) |
| Różowy                                                                | Niesklasyfikowany (NS) (w klasyfikacji generalnej, gdy nie został sklasyfikowany w żadnym wyścigu sezonu)                                 |
| Czarny                                                                | Zdyskwalifikowany (DK) |
| Czarny                                                                | Wykluczony (WYK/EX) |
| Biały                                                                 | Nie wystartował (NW) |
| Biały                                                                 | Kontuzjowany (K/INJ) |
| Biały                                                                 | Wyścig odwołany (OD/C) |
| Bez koloru                                                            | Został wycofany (WYC/WD) |
| Bez koloru                                                            | Nie przybył (NP/DNA) |
| Bez koloru                                                            | Nie brał udziału w treningach (NT/DNP) |
| Bez koloru                                                            | Nie został zgłoszony (–) |
| Pogrubienie                                                           | Start z pole position |
| Kursywa                                                               | Najszybsze okrążenie wyścigu |
| †                                                                     | Nie ukończył, ale jego rezultat został zaliczony ze względu na przejechanie więcej niż 90% dystansu wyścigu.                              |
| *                                                                     | Sezon w trakcie |
| 1/2/3                                                                 | Punktowana pozycja w sprincie kwalifikacyjnym                                                                                             |
| Lista systemów punktacji Formuły 1                                    | |

| Rok  | Zespół      | Wyniki w poszczególnych eliminacjach | Wyniki w poszczególnych eliminacjach | Wyniki w poszczególnych eliminacjach | Wyniki w poszczególnych eliminacjach | Wyniki w poszczególnych eliminacjach | Wyniki w poszczególnych eliminacjach | Wyniki w poszczególnych eliminacjach | Wyniki w poszczególnych eliminacjach | Wyniki w poszczególnych eliminacjach | Wyniki w poszczególnych eliminacjach | Wyniki w poszczególnych eliminacjach | Wyniki w poszczególnych eliminacjach | Wyniki w poszczególnych eliminacjach | Wyniki w poszczególnych eliminacjach | Wyniki w poszczególnych eliminacjach | Wyniki w poszczególnych eliminacjach | Wyniki w poszczególnych eliminacjach | Punkty | Pozycja |
| ---- | ----------- | ------------------------------------ | ------------------------------------ | ------------------------------------ | ------------------------------------ | ------------------------------------ | ------------------------------------ | ------------------------------------ | ------------------------------------ | ------------------------------------ | ------------------------------------ | ------------------------------------ | ------------------------------------ | ------------------------------------ | ------------------------------------ | ------------------------------------ | ------------------------------------ | ------------------------------------ | ------ | ------- |
| 2006 | Pons Racing | ZOL                                  | ZOL                                  | MON                                  | TUR                                  | TUR                                  | ITA                                  | ITA                                  | SFR                                  | SFR                                  | DEU                                  | DEU                                  | GBR                                  | GBR                                  | FRA                                  | FRA                                  | ESP                                  | ESP                                  | 33     | 14      |
| 2006 | Pons Racing | 5                                    | NU                                   | 2                                    | NU                                   | 5                                    | 9                                    | 6                                    | NU                                   | 24                                   | NU                                   | NU                                   | NU                                   | NU                                   | 16                                   | 17                                   | 9                                    | NU                                   | 33     | 14      |